# 別宮貞徳
別宮 貞徳（べっく さだのり、1927年3月28日 - 2025年3月21日）は、日本の英文学者・翻訳家。元上智大学文学部教授。

## 経歴
出生から修学期
1927年、東京府で生まれた。兵庫県立第一神戸中学校、第一高等学校理科を経て、東京大学理学部動物学科に入学。しかし在学中に聖職者を志し、東京カトリック神学院に入学。健康上の問題で休学し、上智大学ラテン哲学科を経て、同大学英文学科を卒業。同大学大学院修士課程を修了。
英文学研究者として
1972年から1992年まで上智大学教授。

## 研究内容・業績
同僚であったピーター・ミルワード、チェスタトンなどの多くの翻訳のほか、誤訳批評・批判でも知られる。また、クラシック音楽にも造詣が深く、数多くの著書がある。『日本語のリズム』（1977年）は、日本語のリズムは農耕民族であったことに由来する四拍子であるという仮説を提示し、批判も呼びつつも以後の日本語論、日本詩歌論には多数参照されるほどの影響を与えた。

## 家族・親族
- 兄：別宮貞雄は作曲家。
- 祖父：病理学者で東京帝国大学医学部教授の山極勝三郎の長女を母に持つ[4]。

## 著書

### 単著
- 『「あそび」の哲学：独楽的人生のすすめ』産業能率短期大学出版部 1974
  - 文庫化 講談社学術文庫 1984
- 『「あそび」の効用：やぶにらみ人間学』産業能率短期大学出版部 1975
  - 改題文庫化 『複眼思考のすすめ：非合理が文化を作る』講談社文庫 1986
- 『翻訳を学ぶ』八潮出版社 1975
  - 改題文庫化 『翻訳と批評』（講談社学術文庫） 1985
- 『「型破り」の思想』産業能率短期大学出版部 1976
- 『日本語のリズム：四拍子文化論』講談社現代新書 1977
  - 文庫化 ちくま学芸文庫 2005
- 『翻訳読本：初心者のための8章』（講談社現代新書） 1979
- 『翻訳の初歩：英文和訳から翻訳へ』ジャパンタイムズ 1980
  - 改題『実践翻訳の技術：さらば学校英語』ちくま学芸文庫 2006
- 『誤訳迷訳欠陥翻訳』(正・続) 文藝春秋 1981-1983
  - 新編文庫化 ちくま学芸文庫 1996
- 『誤訳辞典』日本翻訳家養成センター 1983
- 『英文の翻訳』(スタンダード英語講座 1) 大修館書店 1983
- 『「不思議の国のアリス」を英語で読む』PHP研究所(21世紀図書館) 1985
  - 文庫化 PHP文庫 1993
  - 文庫化 ちくま学芸文庫 2004
- 『こんな翻訳読みたくない』文藝春秋 1985
- 『こんな翻訳に誰がした』文藝春秋 1986
- 『悪いのは翻訳だ：あなたのアタマではない』文藝春秋 1988
- 『目から鼻へ抜ける話』南窓社 1989
- 『翻訳の落とし穴』文藝春秋 1989
- 『翻訳はウソをつく』文藝春秋 1991
  - 新編『裏返し文章講座 翻訳から考える日本語の品格』ちくま学芸文庫 2009[5]
- 『そこに音楽があった：ベック氏の極私的エッセイ』春秋社 1992
- 『誤訳、悪訳、欠陥翻訳：ベック剣士の激辛批評』バベル・プレス 1993
- 『やっぱり、誤訳だったのか!：欠陥翻訳時評』ジャパンタイムズ 1996
- 『欠陥だらけの大学英語入試』マガジンハウス 1996
- 『トリヴィア・トリヴィオールム：別宮貞徳論文選集』南窓社 2004
- 『できたらすごいBEC先生の「へぇ」クイズ』共同通信社 2005
- 『実況翻訳教室：達人に挑戦』（ちくま学芸文庫 2007
- 『日本語縦横無尽：国語力即上昇のQ&A』共同通信社 2007
- 『ステップアップ翻訳講座：翻訳者にも説明責任が』ちくま学芸文庫 2011
- 『蟹食へば』南窓社 2018

### 編著
- 『日本の名随筆 別巻45 翻訳』作品社 1994
- 『ヨゼフ・ロゲンドルフ一巻選集』南窓社 1988

### 訳書
- 『翻訳入門：その理念と技法』T・H・セイヴァリー著、八潮出版社 1971
- 『日本を知る：外人の見た400年』F・ベイテイ著ほか、南窓社 1972
- 『ルネサンス』ウォルター・ペイター著、冨山房百科文庫 1977
  - 文庫化 中公クラシックス 2015
- 『音楽：人生の喜び』エドワード・ヒース著、日貿出版社 1980
- 『異文化のはざまで』ヨゼフ・ロゲンドルフ著、文藝春秋 1983
- 『メニューヒンが語る人間と音楽』イェフディ・メニューヒン,カーティス・W・デイヴィス著、日本放送出版協会 1983
- 『古きアフガニスタンの思い出』ポール・セロー著、心交社 1988
- 『十二世紀ルネサンス』チャールズ・ホーマー・ハスキンズ（英語版）著、朝倉文市共訳、みすず書房 1989
  - 新版 1997・2007年
  - 改題文庫化『十二世紀のルネサンス：ヨーロッパの目覚め』講談社学術文庫 2017
- 『ヴァティカン：歴史・芸術・建築』ヴァレリオ・ヴォルピーニ著、原書房 1991
- 『図説キリスト教文化史』(全3巻) ジェフリー・バラクラフ編、原書房 1993-1994
- 『キッシンジャー：世界をデザインした男』ウォルター・アイザックソン著、日本放送出版協会 1994
- 『ルネサンス百科事典』トーマス・バーギン（英語版）,ジェニファー・スピーク（英語版）編、原書房 1995
- 『新約聖書人名事典』ロナルド・ブラウンリッグ著、原書房 1995
- 『図説ハプスブルク帝国衰亡史：千年王国の光と影』アラン・スケッド（英語版）著、原書房 1996
- 『ミレニアム：文明の興亡この1000年の世界』フェリペ・フェルナンデス=アルメスト著、日本放送出版協会 1996
- 『幻想の国に棲む動物たち』ジョン・チェリー編、東洋書林 1997
- 『モリー先生との火曜日』ミッチ・アルボム著、日本放送出版協会 1998
  - 愛蔵版 2018
- 『ヨーロッパ』(全4巻) ノーマン・デイヴィス著、共同通信社 2000
- 『世界音楽文化図鑑』アラン・ブラックウッド著、東洋書林 2001
- 『ベッドの文化史：寝室・寝具の歴史から眠れぬ夜の過ごしかたまで』ローレンス・ライト著、八坂書房 2002
- 『人はなぜ泣き、なぜ泣きやむのか?：涙の百科全書』トム・ルッツ（英語版）著、八坂書房 2003
- 『世界を変えた100冊の本』マーティン・セイモア＝スミス（英語版）著、共訳、共同通信社 2003
- 『1688年：バロックの世界史像』ジョン・ウィルズ著、監訳、原書房 2004
- 『アイルズ：西の島の歴史』ノーマン・デイヴィス著、共同通信社 2006

### G・K・チェスタトン
- 『人間と永遠』(G・K・チェスタトン著作集 2) 春秋社 1973
- 『棒大なる針小：文学論随筆集』(G・K・チェスタトン著作集 4) 安西徹雄共訳、春秋社 1975
  - 新装版 1999
- 『異端者の群れ』(G・K・チェスタトン著作集 5) 春秋社） 1975
- 『ローマの復活』(G・K・チェスタトン著作集 7) 春秋社 1977
- 『ロバート・ルイス・スティーヴンソン』(G・K・チェスタトン著作集, 評伝篇 5) ピーター・ミルワード編・解題、柴田裕之共訳、春秋社 1991

### ピーター・ミルワード
- 『イギリス人と日本人』ピーター・ミルワード著、講談社現代新書 1978
- 『イエスとその弟子：聖書を読む』ミルワード著、講談社現代新書 1978
- 『人はどう生きるか』ミルワード著、講談社現代新書 1982
- 『ミルワード師の天眼鏡：ニッポンこころ模様』ミルワード著、編訳、主婦の友社 1989
- 『旧約聖書の智慧』ミルワード著、講談社現代新書 1990
- 『お茶とミサ：東と西の「一期一会」』ミルワード著、PHP研究所 1995
- 『英語の名句・名言』ミルワード著、講談社現代新書 1998

### ポール・ジョンソン
- 『インテレクチュアルズ』ポール・ジョンソン著、共同通信社 1990
  - 文庫抜粋版 講談社学術文庫 2003
- 『現代史 1917-1991』ポール・ジョンソン著、共同通信社 1992
- 『近代の誕生：1815年～1830年』(全3巻) ポール・ジョンソン著、共同通信社 1995
- 『キリスト教の2000年』ポール・ジョンソン著、共同通信社 1999
- 『アメリカ人の歴史』ポール・ジョンソン著、共同通信社 2001

## 関連事項
- 兵庫県立神戸高等学校の人物一覧